# Hanay Geiogamah
Hanay Geiogamah (Lawton, Oklahoma, 1945) és un escriptor kiowa. Graduat en periodisme a la Universitat d'Oklahoma, usa l'humor i un llenguatge realista per a denunciar l'alienació que pateix el seu poble. Autor d'un New American Drama (1980), recull de peces de teatre.